# Lebec
Lebec is een plaats (census-designated place) in de Amerikaanse staat Californië, en valt bestuurlijk gezien onder Kern County.

## Demografie
Bij de volkstelling in 2000 werd het aantal inwoners vastgesteld op 1285.

## Geografie
Volgens het United States Census Bureau beslaat de plaats een oppervlakte van
40,5 km², geheel bestaande uit land. Lebec ligt op ongeveer 1061 m boven zeeniveau.

## Plaatsen in de nabije omgeving
De onderstaande figuur toont nabijgelegen plaatsen in een straal van 40 km rond Lebec.